# 鹿児島市立中郡小学校
鹿児島市立中郡小学校（かごしましりつなかごおりしょうがっこう）は、鹿児島県鹿児島市郡元二丁目にある公立小学校。
1877年に設立された郡元小学校及び中村小学校を前身としており、1906年には現在の鹿児島市立宇宿小学校の前身にあたる脇田小学校を合併し、中郡宇村の全域を校区としていたが、1909年に宇宿尋常小学校として再度分離された。1948年に鹿児島市立鴨池小学校、1963年には鹿児島市立紫原小学校を分離し、現在に至る。

## 沿革
- 1877年（明治12年） - 現在地に郡元小学校、中村公園近くに中村小学校が開校[1]。
- 1882年（明治17年） - 郡元小学校と中村小学校が合併して共進小学校となる。
- 1884年（明治19年） - 共進小学校と八幡小学校が合併して八幡小学校となる。
- 1890年（明治25年） - 八幡小学校（現在の鹿児島市立八幡小学校）を分離して壬辰尋常小学校となる。
- 1899年（明治34年） - 壬辰尋常高等小学校と改称。
- 1906年（明治41年） - 脇田小学校と合併して中郡宇尋常高等小学校となる。
- 1909年（明治44年） - 1906年に合併した脇田小学校の区域が分立して宇宿尋常小学校（現在の鹿児島市立宇宿小学校）が設置され、同時に中郡尋常高等小学校に改称。
- 1934年（昭和9年） - 中郡宇村が鹿児島市に編入され鹿児島市に移管される。
- 1939年（昭和16年） - 鹿児島市中郡国民学校と改称。
- 1945年（昭和22年） - 鹿児島市立中郡小学校と改称[1]。
- 1948年（昭和25年） - 鹿児島市立鴨池小学校を分離。
- 1963年（昭和40年） - 鹿児島市立紫原小学校を分離。

## 通学区域
中郡小学校の通学区域は以下の町丁の区域が指定されている。
- 唐湊一丁目、唐湊三丁目、唐湊四丁目の各一部
- 郡元町の一部
- 郡元一丁目から郡元三丁目全域
- 鴨池一丁目の全域
- 鴨池二丁目の一部

## 著名な出身者
- 末吉竹二郎（国際金融アナリスト）
- 山口祐一郎（俳優）
- 長渕剛（ミュージシャン） - 校内に自作の絵が飾られている[1]。
- 辛島美登里（ミュージシャン）
- 川内博史(政治家)
- 沢村一樹（俳優）